# Heinz Sponsel
Heinz Sponsel, Pseudonym René Bernard (* 25. August 1913 in Heimstetten, Oberbayern; † 24. November 1999 in München) war ein deutscher Schriftsteller.

## Leben
Heinz Sponsel absolvierte nach dem Schulbesuch in Nürnberg ein Studium an der Philosophisch-Theologischen Hochschule in Bamberg. Im Dritten Reich war er Soldat und nahm am Zweiten Weltkrieg teil. Nach seiner Heimkehr aus amerikanischer Kriegsgefangenschaft lebte er als freier Schriftsteller im oberbayerischen Peißenberg, Stuttgart-Degerloch und München. 
Heinz Sponsel veröffentlichte ab 1946 erzählende Werke für Jugendliche und Sachbücher. 1952 wurde er mit dem Literaturpreis der Ernst-Preczang-Stiftung ausgezeichnet.

## Werke
- Goldner Sommer Avignon, Kassel-Wilhelmshöhe 1946
- Im Goldland der Inka, München 1947
- Das wunderbare Jahr, Stuttgart 1947
- Stille Insel Angelika, Stuttgart 1948
- Alles dreht sich um die Sonne, Schloß Bleckede a.d. Elbe 1949
- Columbus, Schloß Bleckede a.d. Elbe 1949
- Fernando de Magallanes, Schloß Bleckede a.d. Elbe 1950
- Jahrmakt-Kehraus, Düsseldorf 1951
- Sango und die Inkagötter, Stuttgart 1951
- Fridtjof Nansen, Nürnberg 1952
- Liebesbriefe an mein Auto, Heidelberg 1952
- Porsche, Autos, Weltrekorde, Schloß Bleckede a.d. Elbe 1952
- Der Hüter der wilden Stiere, Stuttgart 1953
- Pyrenäenhöhle funkt SOS, Düsseldorf 1954
- Rebell der Freiheit, Hannover-Kirchrode 1954
- Piccard, Hannover-Kirchrode 1955
- Atahualpas Fluch, Gütersloh 1956
- Die Höhle von Pierre Saint Martin, Murnau [u. a.] 1956
- Im ewigen Eis, Murnau [u. a.] 1956
- Admiral Byrd, Murnau [u. a.] 1957
- Made in Germany, Gütersloh 1957
- Die Spur von 100000 Jahren, Düsseldorf 1957
- Macht euch die Erde untertan!, München 1958
- Schwarz auf weiß, Immenstadt im Allg. 1959
- Nautilus, Murnau [u. a.] 1959
- Henry Ford, Gütersloh 1960
- Verliebt in Frankreich, Mühlacker 1960
- Deutschland vom Flugzeug aus, Gütersloh 1961
- Wilde Katzen, Ravensburg 1968
- Fliegen, Köln 1974
- Das größte Wunder, dein Herz, München [u. a.] 1974
- Die Heilkräfte der Natur, Wien [u. a.] 1974
- Die Ärzte der Großen, Düsseldorf [u. a.] 1976
- So gewinnst du Freunde, München [u. a.] 1976
- Damit das Leben weitergeht, Frankfurt am Main 1980
- Heilkräuter sammeln, München 1982
- Das große Hundebuch in Farbe, München 1984 (zusammen mit Helmut Hohmann)
- Das große Katzenbuch in Farbe, München 1985 (zusammen mit Marfa Berger)
- Herzlichen Glückwunsch zum Führerschein!, München 1992

## Herausgeberschaft
- Forscher und Erfinder, Bertelsmanns Jugendbibliothek "Mein Bücherschatz", Gütersloh 1958
- Harold S. Kushner: Wenn guten Menschen Böses widerfährt, München 1983
- Sonya Friedman: Such erst dich, dann deinen Mann, München 1984
- Ein Lob dem Weine, München 1987

## Übersetzungen
- Patrick O’Brian: Die Straße nach Samarkand, München 1956 (übersetzt zusammen mit Christel Jirak)